# Acreotrichus antecedens
Acreotrichus antecedens är en tvåvingeart som först beskrevs av Walker 1849.  Acreotrichus antecedens ingår i släktet Acreotrichus och familjen svävflugor. Inga underarter finns listade i Catalogue of Life.